# Rhabditida
Ordre
Les Rhabditida forment un ordre de nématodes (les nématodes sont un embranchement de vers non segmentés, recouverts d'une épaisse cuticule et menant une vie libre ou parasitaire).

## Classification
Cet ordre a été décrit en 1933 par le Dr Benjamin Goodwin Chitwood (1907-1972), pionnier de la nématodologie.

## Liste des super-familles et sous-ordres
Selon BioLib (24 octobre 2016) :
- sous-ordre Myolaimina Inglis, 1983
  - super-famille Myolaimoidea Andrássy, 1958
- sous-ordre Rhabditina Chitwood, 1933
  - super-famille Alloionematoidea
  - super-famille Bunonematoidea
  - super-famille Cephaloboidea
  - super-famille Cylindrocorporoidea
  - super-famille Diplogastroidea
  - super-famille Drilonematoidea
  - super-famille Odontopharyngoidea
  - super-famille Panagrolaimoidea
  - super-famille Rhabditoidea

Selon World Register of Marine Species (24 octobre 2016) :
- sous-ordre Myolaimina
- sous-ordre Rhabditida incertae sedis
- sous-ordre Rhabditina
- sous-ordre Spirurina
- sous-ordre Tylenchina
- super-famille Dioctophymoidea

## Liste des familles
Selon BioLib (24 octobre 2016) :
- famille Agfidae
- famille Alirhabditidae
- famille Alloionematidae
- famille Angiostomatidae
- famille Brevibuccidae
- famille Bunonematidae
- famille Carabonematidae
- famille Cephalobidae
- famille Chambersiellidae
- famille Creagrocercidae Baylis, 1943
- famille Cylindrocorporidae Goodey, 1939
- famille Diplogasteroididae
- famille Diplogastridae
- famille Diploscapteridae
- famille Drilonematidae
- famille Elaphonematidae
- famille Myolaimidae Andrássy, 1958
- famille Neodiplogasteridae
- famille Odontopharyngidae Micoletzky, 1922
- famille Ostellidae
- famille Panagrolaimidae
- famille Pseudodiplogastridae
- famille Pterygorhabditidae
- famille Rhabdiasidae Railliet, 1915
- famille Rhabditidae Örley, 1880
- famille Rhabditonematidae
- famille Steinernematidae
- famille Strongyloididae
- famille Syrphonematidae
- famille Tylopharyngidae

Selon World Register of Marine Species (24 octobre 2016) :
- famille Acuariidae Railliet, Henry & Sisoff, 1912
- famille Agfidae Dougherty, 1955
- famille Alirhabditidae Suryawanshi, 1971
- famille Allantonematidae
- famille Alloionematidae Chitwood & McIntosh, 1934
- famille Ancylostomatidae Looss, 1905
- famille Anguillicolidae Yamaguti, 1935
- famille Anguinidae Nicoll, 1935
- famille Anisakidae Skrjabin & Karokhin, 1945
- famille Aphelenchidae Fuchs, 1937
- famille Aphelenchoididae Skarbilovich, 1947
- famille Aproctidae Skrjabin & Shikhobalova, 1945
- famille Ascarididae Baird, 1853
- famille Ascaridiidae Travassos, 1919
- famille Aspidoderidae Skrjabin & Shikhobalova, 1947
- famille Atractidae Travassos, 1919
- famille Belonolaimidae Whitehead, 1959
- famille Bicirronematidae Andrassy, 1978
- famille Brevibuccidae Paramonov, 1956
- famille Bunonematidae Micoletzky, 1922
- famille Camallanidae Railliet & Henry, 1915
- famille Camoyidae, Travassos & Kloss, 1960
- famille Carabonematidae Stammer & Wachek, 1952
- famille Cephalobidae Filipjev, 1934
- famille Cephalobiidae Filipjev, 1934
- famille Chambersiellidae Thorne, 1937
- famille Chitwoodchabaudiidae Puylaert, 1970
- famille Cosmocercidae Travassos, 1925
- famille Criconematidae Taylor, 1936
- famille Cucullanidae Cobbold, 1864
- famille Cylindrocorporidae Goodey, 1939
- famille Cystidicolidae Skrjabin, 1946
- famille Daniconematidae Moravec & KYie, 1987
- famille Desmidocercidae Cram, 1927
- famille Diaphanocephalidae Travassos, 1920
- famille Dioctophymidae Railliet, 1915
- famille Diplogasteridae Micoletzky, 1922
- famille Diplogasteroididae Filipjev & Schuurmans Stekhoven, 1941
- famille Diploscapteridae Micoletzky, 1922
- famille Diplotriaenidae Anderson, 1958
- famille Dolichodoridae Chitwood, 1950
- famille Dracunculidae Stiles, 1907
- famille Drilonematidae Pierantoni, 1916
- famille Elaphonematidae Heyns, 1962
- famille Filariidae Chabaud & Anderson, 1959
- famille Gnathostomatidae Railliet, 1895
- famille Gongylonematidae Sobolev, 1949
- famille Guyanemidae Petter, 1975
- famille Habronematidae Ivaschkin, 1961
- famille Hartertiidae Quentin, 1970
- famille Hedruridae Railliet, 1916
- famille Heligmosomidae Cram, 1927
- famille Hemicycliophoridae Skarbilovich, 1959
- famille Heterakidae Railliet & Henry, 1912
- famille Heterocheilidae Railliet & Henry, 1915
- famille Heterorhabditidae Poinar, 1976
- famille Heteroxynematidae Skrjabin & Shikhobalova, 1948
- famille Hethidae Travassos & Kloss, 1960
- famille Homungellidae Timm, 1966
- famille Hoplolaimidae Filipjev, 1934
- famille Hystrignathidae Travassos, 1929
- famille Ichthyocephalidae Travassos & Kloss, 1958
- famille Iotonchidae Goodey, 1935
- famille Kathlaniidae Travassos, 1918
- famille Maupasinidae Inglis, 1959
- famille Mehdinematidae Farooqui, 1967
- famille Meloidogynidae Skarbilovich, 1959
- famille Mesorhabditidae Andrassy, 1976
- famille Metastrongylidae Diesing, 1851
- famille Micropleuridae Baylis & Daubney, 1926
- famille Moleinidae Durette-Desset & Chabaud, 1977
- famille Myenchidae Pereira, 1931
- famille Myolaimidae Andrassy, 1958
- famille Neodiplogasteridae Paramonov, 1952
- famille Neotylenchidae Thorne, 1941
- famille Odontopharyngidae Micoletzky, 1922
- famille Onchocercidae Leiper, 1911
- famille Osstellidae Heyns, 1962
- famille Oswaldofilariidae Chabaud & Choquet, 1953
- famille Oxyuridae Cobbold, 1864
- famille Panagrolaimidae Thorne, 1937
- famille Peloderinae Andrassy, 1976
- famille Pharyngodonidae Travassos, 1919
- famille Pharyngonematidae Chitwood, 1950
- famille Philometridae Baylis & Daubney, 1926
- famille Phlyctainophoridae Roman, 1965
- famille Physalopteridae Leiper, 1908
- famille Pneumospiruridae Wu & Hu, 1938
- famille Pratylenchidae Thorne, 1949
- famille Protrelloididae Chitwood, 1932
- famille Pseudodiplogasteroididae Körner, 1954
- famille Psilenchidae Paramonov, 1967
- famille Pterygorhabditidae Goodey, 1963
- famille Quimperiidae Baylis, 1930
- famille Ransomnematidae Travassos, 1930
- famille Raphidascarididae Hartwich, 1954
- famille Rhabdiasidae Railliet, 1916
- famille Rhabditidae Örley, 1880
- famille Rhabdochonidae Skrjabin, 1946
- famille Rhigonematidae Artigas, 1930
- famille Rictulariidae Railliet, 1916
- famille Schneidernematidae Freitas, 1956
- famille Seuratidae Hall, 1906
- famille Skrjabillanidae Shigin & Shigina, 1958
- famille Sphaerulariidae Lubbock, 1861
- famille Spirocercidae Chitwood & Wehr, 1932
- famille Spiruridae Örley, 1885
- famille Steinernematidae Filipjev, 1934
- famille Strongylidae Baird, 1853
- famille Strongyloididae Chitwood & McIntosh, 1934
- famille Subuluridae Yorke & Maplestone, 1926
- famille Teratocephalidae Andrassy, 1958
- famille Tetrameridae Travassos, 1914
- famille Thelastomatidae Travassos, 1929
- famille Thelaziidae Skrjabin, 1915
- famille Travassosinematidae Rao, 1958
- famille Trichostrongylidae Leiper, 1912
- famille Tylenchidae Örley, 1880
- famille Tylenchoidea incertae sedis
- famille Tylenchulidae Skarbilovich, 1947
- famille Ungellidae Chitwood, 1950